# Daniel Jositsch

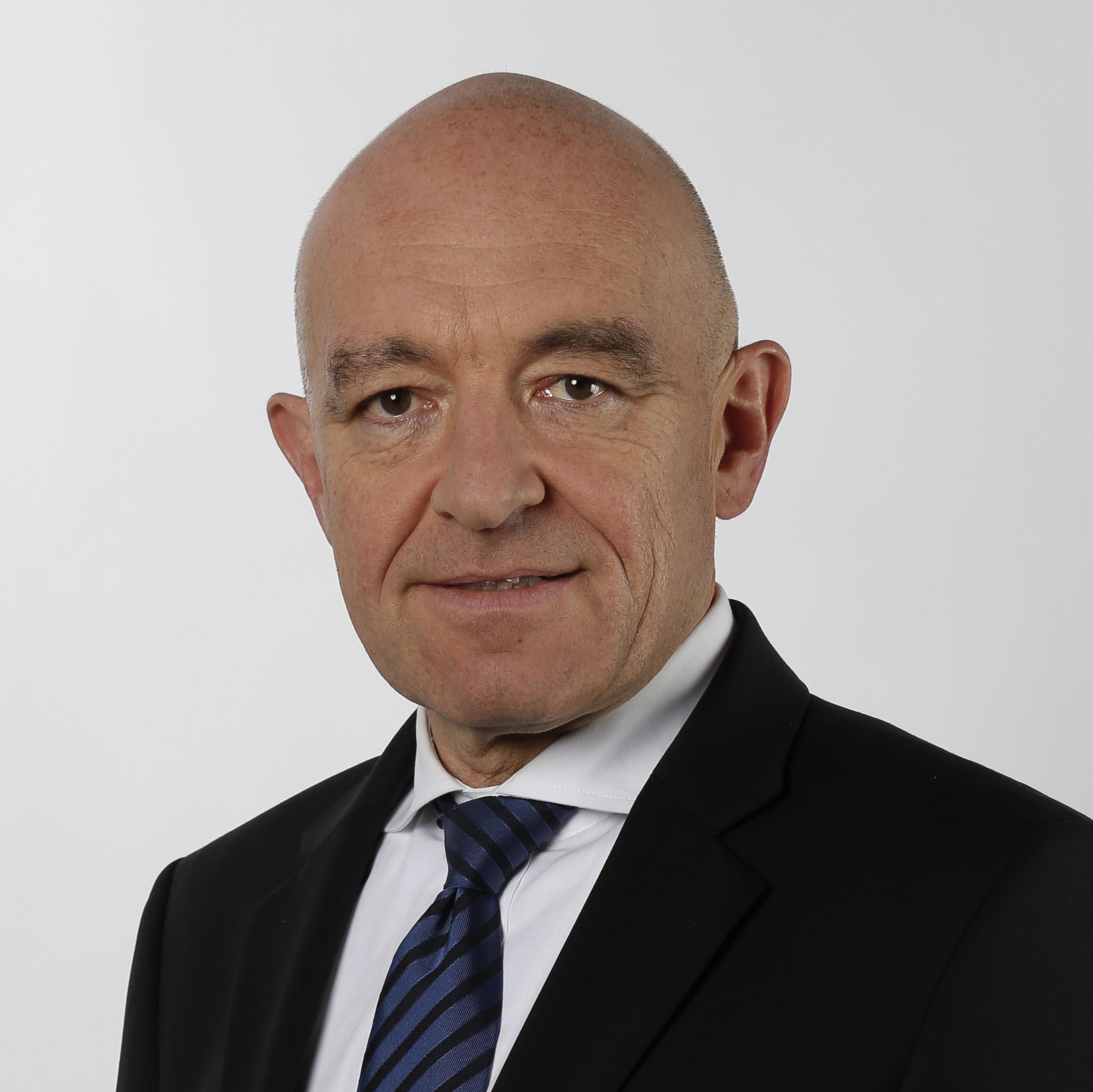
Daniel Jositsch (2015)

Daniel Jositsch (* 25. März 1965 in Zürich; heimatberechtigt in Geroldswil und Stäfa) ist ein Schweizer Rechtswissenschaftler und Politiker (SP). Seit dem 8. Dezember 2015 vertritt er den Kanton Zürich im Ständerat, zuvor war er Nationalrat.

## Beruf
Jositsch wuchs in Zürich und im Limmattal auf. An der Kantonsschule Stadelhofen absolvierte er 1984 die Matur Typus B. Von 1985 bis 1990 studierte er Rechtswissenschaft an der Universität St. Gallen (HSG) und schloss mit dem Lizenziat ab. Er ist Mitglied der Studentenverbindung AV BODANIA.
Von 1991 bis 1995 war er Geschäftsführer der Schweizer Handelskammer in Kolumbien. Nach Erwerb des kolumbianischen Anwaltspatents 1992 war er ausserdem als selbständiger Rechtsanwalt in Bogotá tätig. Parallel dazu promovierte er 1993 an der Universität St. Gallen.
Wieder zurück in Zürich war er zunächst (1995/96) als juristischer Mitarbeiter beim Versicherungsbroker Kessler & Co., danach (1996–1998) als Praktikant beim Anwaltsbüro Naegeli & Streichenberg tätig. 1998 erwarb er das zürcherische Anwaltspatent und war beim selben Anwaltsbüro bis 2000 als Rechtsanwalt tätig. Von 2000 bis 2004 war er selbständiger Rechtsanwalt, er prozessierte und war vorwiegend im Bereich Strafrecht aktiv. Gleichzeitig arbeitete er an seiner Habilitationsschrift.
2004 habilitierte er sich an der Universität Zürich. Noch im selben Jahr wurde er von der Universität Zürich zum ausserordentlichen Professor für Strafrecht, Strafprozessrecht und strafrechtliche Hilfswissenschaften berufen. 2012 wurde er vom Universitätsrat der Universität Zürich zum ordentlichen Professor befördert.

## Politik
Jositsch gehörte in jungen Jahren der Grünen Partei an und wechselte dann zur SP. Von 2005 bis 2009 war er Präsident der Sozialdemokratischen Partei im Bezirk Meilen. 2006 wurde er zum Präsidenten der Zürcher Sektion der Neuen Europäischen Bewegung Schweiz (NEBS) gewählt, der er bis 2008 vorstand. Im Frühling 2007 wurde er in den Zürcher Kantonsrat gewählt, aus dem er aber bereits im folgenden Herbst zurücktrat, da er in den nationalen Parlamentswahlen ein Mandat als Nationalrat gewonnen hatte. Im selben Jahr erregte ein von ihm gemeinsam mit Chantal Galladé veröffentlichter 12-Punkte-Plan zur Lösung von Jugendgewalt und Schulproblemen mediale Aufmerksamkeit. 2017 präsentierte er mit anderen Vertretern des rechten Flügels der SP eine sozialliberale Plattform innerhalb der SP. Bei der Ersatzwahl zum Zürcher Regierungsrat am 29. November 2009 unterlag er Ernst Stocker, der die absolute Mehrheit im ersten Wahlgang erreichte. Bei den Parlamentswahlen vom 23. Oktober 2011 wurde er als Nationalrat bestätigt.
Am 9. November 2011 wurde Jositsch an der Delegiertenversammlung zum Präsidenten des Kaufmännischen Verbandes Schweiz gewählt.
Am 18. Oktober 2015 wurde Jositsch als Vertreter des Kantons Zürich im ersten Wahlgang in den Ständerat gewählt. In diesem Amt wurde er bei den Wahlen am 20. Oktober 2019 bestätigt, ebenfalls im ersten Wahlgang. Ebenso im ersten Wahlgang bei den Wahlen am 22. Oktober 2023.
Jositsch kandidierte für die Bundesratswahl 2022 als Nachfolger der zurücktretenden Simonetta Sommaruga. Die SP-Fraktion beschloss aber an ihrer Sitzung vom 18. November 2022, dass sie der Bundesversammlung zwei Frauen für die Nachfolge von Simonetta Sommaruga vorschlagen werde. Sie folgte damit einem entsprechenden Antrag des Partei- und Fraktionspräsidiums. Nach der Fraktionssitzung erklärte Jositsch, dass er den Entscheid der Fraktion akzeptiere und für eine wilde Kandidatur nicht zur Verfügung stehe. Allerdings war er bis zur Wahl auch nie bereit öffentlich zu sagen, dass er nicht zur Wahl stehe oder eine allfällige Wahl nicht annehme. Auch zwischen den Wahlgängen erfolgte keine derartige Erklärung durch ihn. Am 5. September 2023 kündigte Jositsch seine Kandidatur für die Bundesratswahl 2023 an, als Nachfolger für Alain Berset. Die SP-Bundeshausfraktion entschied sich für das Zweierticket Beat Jans und Jon Pult. Bei der Wahl am 13. Dezember 2023 unterlag er im dritten Wahlgang Jans, auch während dieser Wahl erklärte er nicht, nicht zur Wahl zu stehen oder die Wahl nicht anzunehmen.
Jositsch ist Mitglied der Gesellschaft Schweiz-Israel, welche ihn zur Wahl 2023 empfahl und die sich für Israel engagiert. Er wurde 2024 von den Delegierten des Schweizerischen Fischerei-Verbandes zu deren Zentralpräsidenten gewählt. Zudem ist er seit November 2024 Präsident der sozialliberalen Reformplattform der SP Schweiz.

## Privates
Daniel Jositsch ist geschieden und hat einen erwachsenen Sohn. Er gehört dem Judentum an.
Einer seiner vier Urgrossväter stammte aus der Ukraine. Der ursprüngliche Name der Familie war Josselowitsch respektive Joselowitz; Jositschs Urgrossvater, ein Kaufmann, liess sich 1913 in Geroldswil unter dem Namen Benjamin Josselowitsch-Lack einbürgern.
Jositsch war mehrere Jahre (bis 2014) mit der SP-Nationalrätin Chantal Galladé liiert. Er ist schweizerisch-kolumbianischer Doppelbürger.
In der Schweizer Armee trägt er den Dienstgrad Oberstleutnant.

## Schriften
- Die Revision des Strafgesetzbuches im Hinblick auf einen Beitritt zum Internationalen Übereinkommen zur Beseitigung jeder Form von Rassendiskriminierung. 1990 (Diplomarbeit, Hochschule St. Gallen, 1990).
- Strafrecht gegen Rassendiskriminierung: Rechtsvergleich zwischen der Bundesrepublik Deutschland und Kolumbien mit Blick auf die Revision des schweizerischen Strafrechts. 1993 (Dissertation, Hochschule St. Gallen, 1993).
- Das Schweizerische Korruptionsstrafrecht: Art. 322ter bis Art. 322octies StGB. Schulthess, Zürich 2004, ISBN 3-7255-4840-4 (Habilitationsschrift, Universität Zürich, 2003).
- Grundriss des schweizerischen Strafprozessrechts. Dike, Zürich 2009, ISBN 978-3-03751-187-9.
- (Gesamtleitung) Schweizerische Jugendstrafprozessordnung (JStPO): Kommentar. Dike, Zürich 2010, ISBN 978-3-03751-287-6.
- mit Christian Schwarzenegger, Wolfgang Wohlers (Hrsg.): Festschrift für Andreas Donatsch. Schulthess, Zürich 2017.